# A Rage in Harlem
A Rage in Harlem (no Brasil, Perigosamente Harlem; em Portugal, Furacão em Harlem) é um filme estadunidense de 1991, uma comédia dirigida por Bill Duke, cujo roteiro é de autoria de Bobby Crawford e John Toles-Bey, baseado no romance homônimo de Chester Himes.

## Elenco
| Elenco            | Personagem       |
| ----------------- | ---------------- |
| Badja Djola       | Slim             |
| Danny Glover      | Easy Money       |
| Forest Whitaker   | Jackson          |
| Gregory Hines     | Goldy            |
| Helen Martin      | Senhora Canfield |
| John Toles-Bey    | Jodie            |
| Robin Givens      | Imabelle         |
| Ron Taylor        | Hank             |
| Samm-Art Williams | Gus Parsons      |
| Stack Pierce      | Coffin Ed        |
| T. K. Carter      | Smitty           |
| Tyler Collins     | Teena            |
| Wendell Pierce    | Louis            |
| Willard E. Pugh   | Claude X         |
| Zakes Mokae       | Big Kathy        |

## Principais prêmios e indicações
Festival de Cannes 1991 (França)
- Indicado à Palma de Ouro.